# Trolejbusy w Sariwŏnie
Trolejbusy w Sariwŏnie – system trolejbusowy w północnokoreańskim mieście Sariwŏn, stolicy prowincji Hwanghae Północne.

## Historia
Data otwarcia systemu nie jest znana. Istnieje jedna linia trolejbusowa o długości 4,3 km, którą obsługuje jedna zajezdnia. Linia przebiega główną ulicą miasta łącząc północny zachód z południowym wschodem.